# Пемандр
Пемандр (Поймандр, др.-греч. Ποιμάνδρης) — персонаж древнегреческой мифологии. Сын Хересилея и Стратоники. Его жена Танагра. Основатель города Танагры. Отказался отправиться в поход на Трою, и ахейцы осадили его в Стефонте. Он скрылся и построил укрепление Пемандрию. Зодчий Поликриф стал насмехаться и перепрыгнул через ров. Пемандр бросил в него камень, но промахнулся и убил своего сына Левкиппа. Тогда он послал сына Эфиппа просить помощи у ахейцев Ахилла, Тлеполема и Пенелея. Очистившись от убийства у Элефенора в Халкиде, он выделил каждому священный участок.
Также «Пемандр» — название одного из трактатов герметического корпуса.